# Ina Brouwer
Ina Brouwer (Rotterdam, 11 aprile 1950) è una politica e avvocata olandese, esponente del Partito Comunista dei Paesi Bassi (CPN) e in seguito cofondatore di Sinistra Verde (GL).

## Biografia
Brouwer ha studiato giurisprudenza all'Università di Groninga. Dal 1973 al 1989 fu membro del Partito Comunista dei Paesi Bassi (CPN). Dal 1982 al 1989 è stata il leader del Partito CPN. Dal 1981 al 1986 fu membro della Tweede Kamer. Dal 1991 al 2006 è diventata membro del partito appena costituito Sinistra Verde. Dal 1989 al 1994 Brouwer si è seduta come rappresentante sempre nella Tweede Kamer per Sinistra Verde. Nel 1994 è succeduta a Peter Lankhorst, come presidente di Sinistra Verde; sarà succeduta alla guida del partito da Paul Rosenmöller. Dal 2007 è membro del Partito del Lavoro (PvdA).